# Maldane philippinensis
Maldane philippinensis är en ringmaskart som beskrevs av Treadwell 1931. Maldane philippinensis ingår i släktet Maldane och familjen Maldanidae. Inga underarter finns listade i Catalogue of Life.